# 藤沢袈裟利
藤沢 袈裟利（ふじさわ けさと、1917年 - ）は　元東京農工大学工学部教授、元神奈川大学工学部教授。 専門は軽量行政学、 経営数学、経営工学、在庫量管理。

## 経歴
- 東京農工大学教授
- 神奈川大学教授

## 著書
- 『経営数学』　藤沢袈裟利、松行康夫 共著	丸善　1975年
- 『計量行政学 : 公共システムのためのOR』 　フィリップ・M.モース, ローラ・W.ベーコン共編 藤沢袈裟利、藤田忠、松行康夫 訳	鹿島研究所出版会　1972年
- 『電子計算機教育の基本構想 : 米国大統領科学諮問委員会報告書』	藤沢袈裟利、松行康夫 共訳	ラテイス丸善　1970年
- 『企業の計量分析』	藤沢袈裟利, 河村良吉 編	中央経済社　1969年
- 『繊維産業計量モデルの展望』	藤沢袈裟利, 松行康夫	日本蚕糸事業団1969年
- 『企業行動の理論』	藤沢袈裟利、河村良吉 編	中央経済社　1968年
- 『企業の経済学』	藤沢袈裟利、河村良吉 編	中央経済社　1968年
- 『北海道開発の国民経済的意義』	北海道開発庁編	北海道開発庁1960年
- 『北海道開発論 : 国民経済的観点からみた分析』　中山伊知郎編　東洋経済新報社1960年